# Pelargopsis
Pelargopsis är ett fågelsläkte i familjen kungsfiskare inom ordningen praktfåglar. Släktet omfattar tre arter med utbredning från Indien till Filippinerna och Sulawesi:
- Storknäbbskungsfiskare (P. capensis)
- Stornäbbad kungsfiskare (P. melanorhyncha)
- Brunvingad kungsfiskare (P. amauroptera)